# Wakaleo oldfieldi
Wakaleo oldfield es una especie extinta de tilacoleónido encontrado en depósitos terciarios de Australia Meridional. Tiene tres dientes molares no fusionadas, en lugar de dos molares fusionadas cómo es el caso del marsupial del Pleistoceno Thylacoleo carnifex.
Como T. carnifex, se cree que esta especie utilizaba los dientes de su maxilar superior para sostener el alimento y afilar los dientes mandibular, que también eran utilizadas para cortar y clavar cuando el animal comía. Las premolares también tenían una circunferencia en forma de luna creciente para cortar.